# Vestvågøya
```

```

Vestvågøya (en norvégien : « l'île de Vestvåg ») est une île de l'archipel des Lofoten, en Norvège.

## Géographie

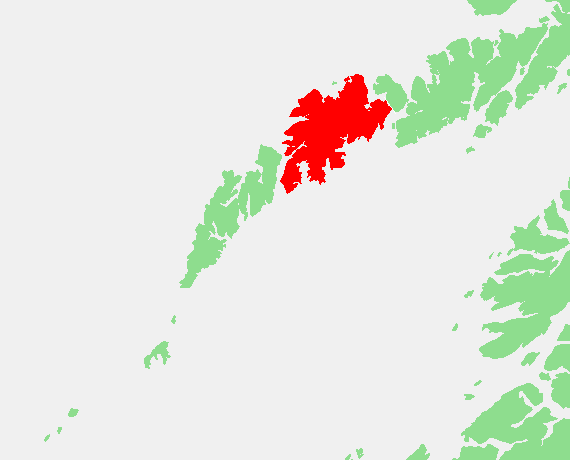
Localisation de Vestvågøya (en rouge) dans l'archipel des Lofoten.

Vestvågøya est située entre les îles de Flakstad, à l'est, et de Gims, à l'ouest.
Avec une superficie de 411 km2, Vestvågøya est la 2e plus grande île des Lofoten, après l'ile d'Austvåg (toutefois située à cheval sur les Vesterålen), et la plus grande intégralement contenue dans l'archipel. Elle culmine à 964 m d'altitude au sommet du Himmeltind.
Administrativement, Vestvågøya fait partie de la kommune de Vestvågøy, dont elle assure la majeure partie de la superficie.

## Transport
Vestvågøya est reliée à Gimsøya par un pont et à Flakstadøya par le tunnel sous le Nappstraum.